# جوناثان أوسبورن
جوناثان أوسبورن (بالإنجليزية: Jonathan Osborne)‏ هو طبيب وجراح أيرلندي، ولد في 22 يناير 1794 في مقاطعة دبلن في جمهورية أيرلندا، وتوفي في 22 يناير 1864.